# Nuevos cuentos de Bustos Domecq
Nuevos cuentos de Bustos Domecq es un libro de cuentos de los escritores  argentinos Jorge Luis Borges y Adolfo Bioy Casares. Fue publicado por primera vez por  Librería La Ciudad, en 1977, con ilustraciones de Enrique Fernández Chelo.
Esta es la última colaboración literaria de Borges y Bioy Casares, iniciada en 1942 con la publicación de Seis problemas para don Isidro Parodi, usando el seudónimo de H. Bustos Domecq, y que continuó durante décadas, a la par que su amistad.
Los relatos están escritos en el mismo tono de parodia de las obras anteriores de Bustos Domecq (y, ocasionalmente, de su discípulo B. Suárez Lynch, otro de los seudónimos de Borges y Bioy). Entre los cuentos, resalta La fiesta del Monstruo, publicado en 1955 en la revista  Marcha, de Uruguay, en el que se manifiesta el antiperonismo de los dos escritores.

## La obra
El libro está formado por nueve cuentos escritos en un tono de sátira y empleando el habitual lenguaje barroco, abundante en modismos populares y términos del lunfardo, de Bustos Domecq. Todos los relatos están contados en primera persona por el personaje protagonista de cada uno de ellos y encuadrados en un costumbrismo porteño de los años 1940. 
En el cuento "La fiesta del Monstruo", Borges y Bioy (públicamente declarados antiperonistas) narran una manifestación  peronista y la lapidación de un judío a manos de un grupo de manifestantes que parece compartir la ideología nazi. El Monstruo es una obvia alusión a  Perón. Más allá de la marcada ideología política, el cuento resulta el más destacado del libro.